# Normandie nue
Normandie nue è un film francese del 2018, scritto e diretto da Philippe Le Guay.

## Trama
A Le Mêle-sur-Sarthe, un piccolo villaggio normanno, la crisi agricola colpisce gravemente gli allevatori, che cercano idee per attirare l'attenzione sulla loro professione a rischio. Organizzano una manifestazione e un posto di blocco sulla Route Nationale 12 vicino a Mortagne-au-Perche. Un fotografo d'arte americano, Blake Newman, specializzato nel nudo, alla ricerca del luogo ideale per realizzare il suo prossimo lavoro fotografico, si ritrova bloccato dalla protesta. Durante l'incontro tra Newman e Georges Balbuzard, contadino e sindaco della città, quest'ultimo decide di creare un clamore mediatico per aiutare i suoi compagni: ingaggia l'artista per fotografare nudi gli abitanti del villaggio (perché professionalmente già "nudi"). Ma essi sono restii a spogliarsi, soprattutto il macellaio che conosce il desiderio degli uomini di vedere il corpo nudo di sua moglie Gisèle (ex Miss Calvados). Sullo sfondo di litigi familiari ancestrali e pudore generale, avrà davvero luogo il set fotografico d'arte moderna nel mezzo di Champ Chollet? Newman è impaziente, perché l'orientamento del Sole sarà presto sfavorevole, e le comparse tardano ad arrivare...

## Produzione
Oltre che negli stessi due Comuni della trama, le riprese del film si sono svolte (dal 27 marzo al 19 maggio 2017) nelle seguenti altre località del dipartimento di Orne: La Perrière (Belforêt-en-Perche), Courgeoût, Bellavilliers, Saint-Julien-sur-Sarthe.

## Distribuzione
In Francia, la data di uscita del film è stata il 10 gennaio 2018.
In Italia, il film è stato presentato al Festival del Cinema Francese "France Odeon" 2018 (Firenze).

## Curiosità
- Il personaggio di Blake Newman è chiaramente ispirato al fotografo americano Spencer Tunick, famoso in tutto il mondo per aver messo in scena e fotografato gruppi di persone nude, sebbene Tunick lavori più in ambienti urbani che di campagna.